# Bolt Food
A Bolt Food é uma plataforma online de encomenda e entrega de alimentos lançada pela Bolt em 2019. As refeições e os produtos de mercearia são entregues por estafetas que utilizam carros, scooters, bicicletas ou a pé. A Bolt Food está operacional em mais de 80 cidades em 19 países. Desde 2020, o serviço da Bolt Food está disponível em Portugal.
O serviço tem mais de 6 milhões de utilizadores registados em todo o mundo e conta com mais de 30 000 restaurantes e cadeias parceiras.
Em 2021, a Bolt Food lançou o seu serviço de entrega rápida de mercearias, a Bolt Market.

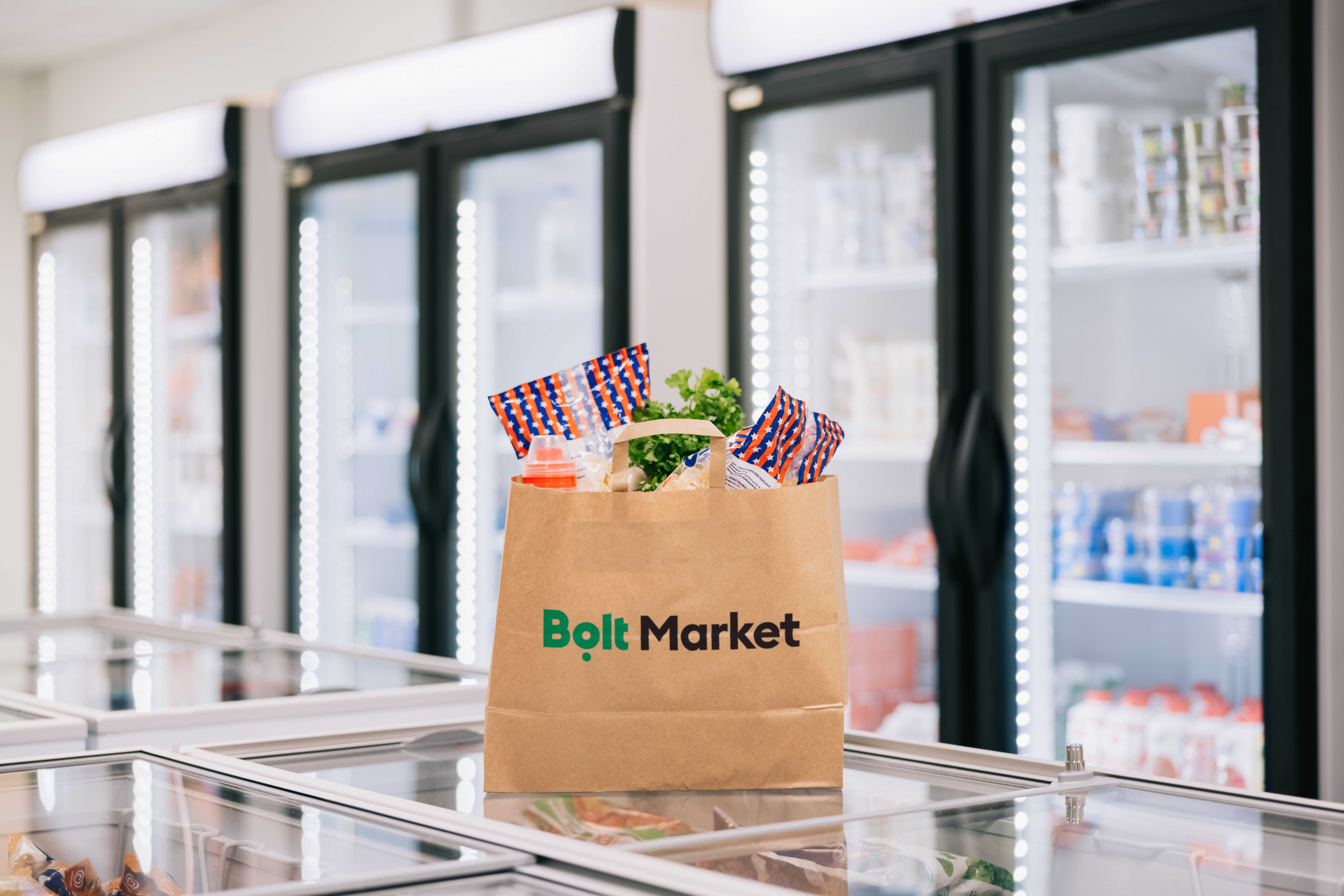
Um saco de mercearia da Bolt Market em Lisboa

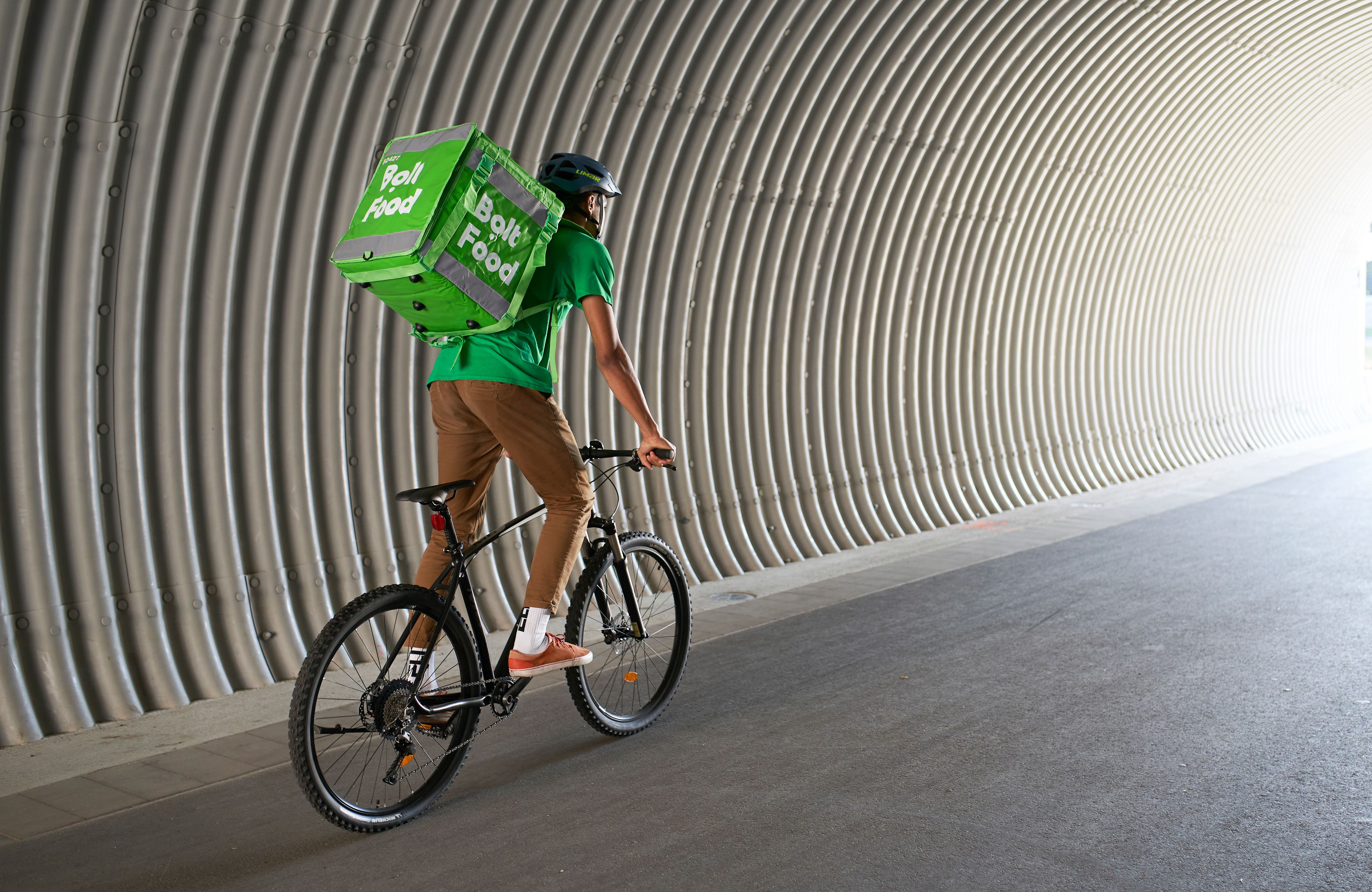
Um estafeta da Bolt Food em Tallinn, Estónia

## História
A empresa de transportes Bolt diversificou a sua atividade para a entrega de alimentos em agosto de 2019 e lançou a Bolt Food em Tallinn, na Estónia, e anunciou planos para expandir o serviço para a Letónia, a Lituânia e a África do Sul no final desse ano.
Durante o lançamento, o diretor de produto da Bolt, Jevgeni Kabanov, afirmou que a criação de um serviço de entrega de comida era um pedido popular dos actuais utilizadores da Bolt há já algum tempo.
Em abril de 2021, a aplicação Bolt Food foi adicionada à AppGallery da Huawei, depois de a Huawei ter afirmado ter recebido mais de 2 000 pedidos de utilizadores para integrarem a aplicação móvel.
Em agosto de 2021, a Bolt angariou 600 milhões de euros para lançar o serviço de entrega de mercearias, a Bolt Market.
Em janeiro de 2022, a empresa anunciou que havia lucrado 628 milhões de euros em uma avaliação de 7,4 bilhões para expandir seu super aplicativo de transporte e entrega de alimentos.
Desde janeiro de 2023, a Bolt Food opera em mais de 80 cidades e 19 países na Europa e África.

## Entrega de mercearias
Em 2021, a Bolt anunciou o lançamento da Bolt Market, um serviço de entrega de mercearias disponível na aplicação Bolt Food.
As lojas da Bolt Market oferecem entrega de produtos de mercearia e essenciais para o lar, como produtos para animais de estimação, cuidados pessoais, cuidados com o bebé e produtos para o lar. O serviço expandiu a sua seleção para mais de 3 000 produtos por loja e igualou os preços dos supermercados em centenas de produtos essenciais.
A Bolt Market foi lançada em Tallinn, na Estónia, e expandido para a Letónia, Lituânia, Portugal, Roménia, Polónia, Eslováquia, Croácia e Chéquia em 2021 e para a Suécia em janeiro de 2022. Atualmente a Bolt Market está operacional em 6 países.